# انتقام العدالة (رواية)
انتقام العدالة عمل خيالي بوليسي من أعمال أجاثا كريستي (1890-1976)، ونُشِر أول مرة في المملكة المتحدة من قبل نادي كولينز للجريمة في نوفمبر 1971، وفي الولايات المتحدة من قبل شركة دود وميد في وقت لاحق من نفس العام. بيعت طبعة المملكة المتحدة بسعر 1.50 جنيه إسترليني، والطبعة الأميركية بسعر 6.95 دولار. كانت آخر رواية للآنسة ماربل تكتبها المؤلفة على الرغم من أن آخر رواية نُشرت لها هي الجريمة النائمة.
تلتقي الآنسة ماربل جايسون رافييل لأول مرة في لغز الكاريبي، ويحلان اللغز معًا. تتلقى الآنسة ماربل رسائل منه، تُرسل بعد وفاته، وتُؤسس حبكة هذه الرواية.

## ملخص الحبكة
تتلقى الآنسة ماربل رسالةً من محاميَي جايسون رافييل المتوفى مؤخرًا، وهو مليونير قابلته في عطلة واجهت فيها جريمة قتل، يطلب منها أن تنظر في جريمة غير محددة، إذا نجحت في حل الجريمة، ترث 20,000 جنيه إسترليني. ترك رافييل أدلةً قليلةً لها. تبدأ بالانضمام إلى جولة في المنازل والحدائق البريطانية الشهيرة مع خمسة عشر شخصًا آخر، نظمهم السيد رافييل قبل وفاته. تروي إليزابيث تيمبل وهي مديرة مدرسة متقاعدة قصة «فيرتي»، التي كانت مخطوبة لابن رافييل الطائش، مايكل، لكنهما لم يتزوجا. عضو آخر في مجموعة الجولة، الآنسة كوك، هي امرأة قابلتها لفترة وجيزة في سانت ماري ميد.
يأتي دليلها التالي من لافينيا غلين، فلقد كتب رافييل إلى السيدة غلين وشقيقتيها قبل وفاته، مقترحًا أن تقضي الآنسة ماربل الأيام القليلة الأكثر تحديًا جسديًا في الجولة معهم. تقبل الآنسة ماربل دعوة لافينيا. ثم تلتقي بأخوات لافينيا العوانس، كلوتيلد وأنثيا برادبري سكوت. تكتشف الآنسة ماربل في حديثها مع الخادمة أن فيرتي انضمت إلى العائلة بعد وفاة والديها، وأصبحت مرتبطة تمامًا بكلوتيلد. ماتت فيرتي، بعد أن قُتلت بوحشية. مايكل رافييل في السجن.
في صباح يوم عودتها إلى جماعتها، تكتشف الآنسة ماربل أن الآنسة تيمبل أصيبت جراء انهيار صخري أثناء تنزهها في اليوم السابق، وهي ترقد في غيبوبة في المستشفى. تبقى المجموعة ليلة إضافية في انتظار الأخبار من دليل المجموعة حول صحة الآنسة تيمبل. تلقى البروفيسور وانستيد -وهو طبيب شرعي وعالم نفسي مهتم بالعقول الإجرامية- تعليمات من السيد رافييل ليذهب في الجولة. يفحص مايكل رافييل بناءً على طلب رئيس السجن الذي سُجن فيه مايكل، ويخلُص إلى أن مايكل ليس قادرًا على القتل. يخبر الآنسة ماربل كيف بدا والد مايكل غير مهتم. يذكر امرأة شابة محلية مفقودة، نورا برود، ويخشى أن يُعثر عليها مقتولة. يأخذ وانستيد الآنسة ماربل لرؤية الآنسة تيمبل، في لحظة من الوعي، تطلب الآنسة تيمبل الآنسة ماربل. تستيقظ الآنسة تيمبل فترة كافية لتخبر الآنسة ماربل «أن تبحث عن فيرتي هانت»، وتموت في تلك الليلة. توجه الأخوات الثلاث دعوتهن إلى الآنسة ماربل عندما تقرر عدم العودة إلى الجولة، وهي تقبل ذلك على الفور. في تلك الليلة، تحكي السيدة غلين قصة فريتي في جو عائلي للسيدة ماربل.
بعد التحقيق في وفاة الآنسة تيمبل، يزور صديق الآنسة تيمبل رئيس الشمامسة بربازون، الآنسة ماربل. ويخبرها أنه كان سيزوج فيرتي هانت ومايكل رافييل في حفل سري. في حين رفض السرية وقلق بشأن احتمالاتهما، وافق على تزويجهما لأنه وجدهما يحبان بعضهما. أصيب بالدهشة عندما لم يحضر لحفل الزفاف، ولم يرسل رسالة. تبقى الآنسة ماربل بضعة ليالٍ أخرى مع الأخوات الثلاث وتستمر الجولة. يسافر البروفيسور وانستيد إلى لندن بالقطار في مهمة للآنسة ماربل. تقرر الآنسة بارو والآنسة كوك زيارة كنيسة قريبة. في وقت لاحق من ذلك المساء، تتحدث الآنسة ماربل مع الأخوات حول ما تعتقد أنه قد حدث، وأثناء قيامهم بذلك، تظهر الآنسة بارو والآنسة كوك، للتحدث مع الآنسة ماربل. تبقيان لبعض الوقت ثم تُدعوان للعودة لتناول القهوة في ذلك المساء.
بينما يتحدثون عن الآنسة تيمبل، تشير الآنسة ماربل -وإن كانت تتظاهر- إلى أن جوانا كروفورد وإميلين برايس (اثنان من هؤلاء في الجولة) دفعتا الصخرة، وأعذارهما مجرد تلفيق. مع استعدادهم للمغادرة، تشير الآنسة كوك إلى أن القهوة لا تناسب الآنسة ماربل، إذ تبقيها مستيقظةً طوال الليل. فتقدم لها كلوتيلد بعض الحليب الدافئ. تغادر السيدتان حالًا، على الرغم من عودة كل منهما لبحث مسألة منسية. عند الساعة الثالثة صباحًا، تدخل كلوتيلد غرفة الآنسة ماربل، وتُفاجأ عندما تضيء الآنسة ماربل النور. تخبرها الآنسة ماربل بأنها لم تشرب الحليب. تعرض كلوتيلد تسخينه، لكن الآنسة ماربل تخبرها بأنها لا تريد شربه لأنها تعرف أن كلوتيلد قتلت فيرتي هانت ودفنت جسدها في حطام الدفيئة، لأنها لم تستطع تحمل أن تتركها فيرتي من أجل شخص آخر. تعرف أيضًا أن كلوتيلد قتلت بوحشية نورا برود ليخطئوا التعرف على جثتها ويعتقدوا أنها فيرتي، لذا تلقي الشكوك على مايكل رافييل. وأن كلوتيلد قتلت الآنسة تيمبل كذلك. مع تقدم كلوتيلد تجاهها، تنفخ الآنسة ماربل في صفارة، فتحضر الآنسة كوك والآنسة بارو للدفاع عنها –فهما حارستان شخصيتان وظفهما السيد رافييل لحماية الآنسة ماربل. تشرب كلوتيلد الحليب المسمم. تحكي الآنسة ماربل القصة لوزير الداخلية، بما في ذلك أن فيرتي مدفونة في ممتلكات برادبري سكوتس. أطلِق سراح مايكل رافييل. تجمع الآنسة ماربل ميراثها، واثقة من أنها أكملت المهمة المنوطة بها.

## الترجمة العربية
- انتقام العدالة - دار الأجيال للنشر.[4]
- جريمة وانتقام - مكتبة جرير.[5]
- عدالة القدر - دار النجمة للنشر والتوزيع.[6]
- الحب الذي قتل - دار ميوزيك للنشر.[7]